# Kirby Grant
Kirby Grant Hoon, Jr. (* 24. November 1911 in Butte, Montana; † 30. Oktober 1985 nahe Titusville, Florida) war ein US-amerikanischer Schauspieler.

## Leben
Grant erhielt nach Schulabschluss ein Stipendium für die American Conservatory of Music als Violinist und Sänger. 1935 kam er in Berührung mit dem Filmgeschäft, als er als Musiker in einigen Filmen eingesetzt wurde; drei Jahre später erhielt er einen Vertrag als Schauspieler in einer Reihe von B-Western (merkwürdigerweise nicht als singender Cowboy). Zunächst trat er unter dem Namen Robert Stanton auf; auch in anderen Filmen des Republic Pictures und der RKO war er zu sehen.
Der Zweite Weltkrieg unterbrach seine Karriere für kurze Zeit, bevor er u. a. mit der letzten von Universal Pictures produzierten Western-Serie auf die Leinwand zurückkehrte. Daneben spielte er in einer Reihe anderer Filme und erneut einen Mountie für die Monogram Pictures, der neben seinem Hund Chinook Verbrechern auf der Spur war. 1954 war, wie für nahezu die gesamte B-Industrie, ein Ende gesetzt. Grant wechselte zum Fernsehen, spielte in 72 Episoden den Sky King und trat bis 1970 im Zirkus auf.
In seinen späteren Jahren arbeitete Grant als Werbeleiter für Sea World. Er starb bei einem Autounfall und hinterließ neben seiner Frau zwei Töchter und einen Sohn.

## Trivia
Während eines Nachtclubauftrittes in der Depressionszeit soll er mit seiner Band in Chicago von Al Capone zum Weiterspielen aufgefordert worden sein.

## Filme (Auswahl)
- 1937: Chicago (In Old Chicago)
- 1938: Millionärin auf Abwegen (There Goes My Heart)
- 1941: Blondie Goes Latin
- 1942: Dr. Kildare’s Victory
- 1943: Ohne Rücksicht auf Verluste (Bombardier)
- 1943: Hello, Frisco, Hello
- 1943: Bestimmung Tokio (Destination Tokyo)